# Francis Cockrell

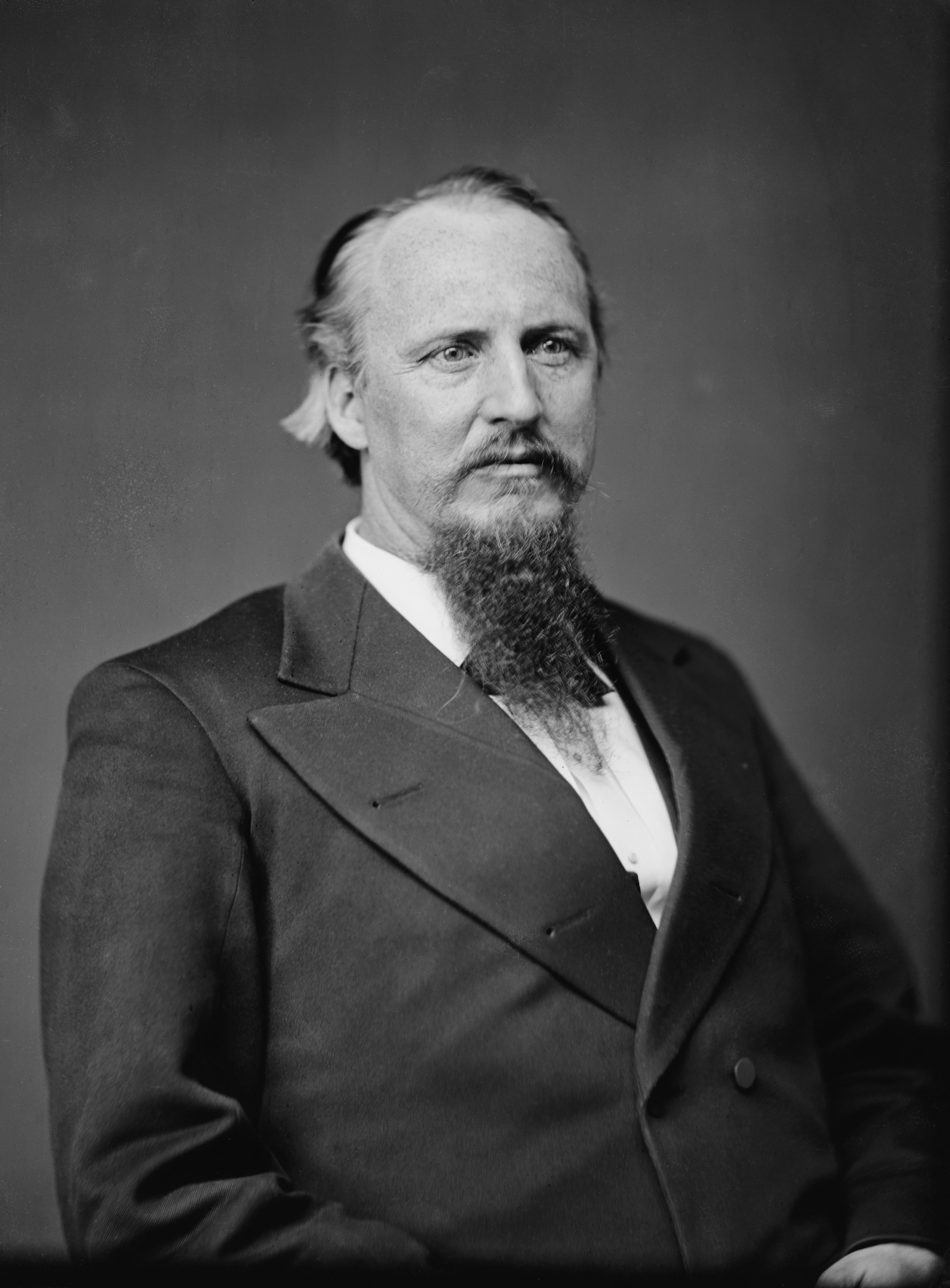
Francis Cockrell.

Francis Marion Cockrell, född 1 oktober 1834 i Warrensburg, Missouri, död 13 december 1915 i Washington, D.C., var en amerikansk general och politiker (demokrat). Han representerade delstaten Missouri i USA:s senat 1875-1905. Han var yngre bror till Jeremiah Vardaman Cockrell, som var kongressledamot för Texas på 1890-talet.
Cockrell gifte sig 1853 med Arethusa Stapp som avled 1859. Han studerade juridik och inledde 1855 sin karriär som advokat i Warrensburg. Han deltog i amerikanska inbördeskriget som brigadgeneral i Amerikas konfedererade staters armé. Han blev tillfångatagen av nordstaternas trupper i april 1865 i Alabama och han blev sedan villkorligt frigiven i maj 1865. Efter kriget återgick han till arbetet som advokat. Han gifte om sig 1867 med Anne E. Mann. Även andra hustrun avled och Cockrell gifte sig sedan 1873 med Anna Ewing.
År 1874 blev Cockrell medlem i Demokratiska partiet och efterträdde 1875 Carl Schurz som senator för Missouri. Han omvaldes fyra gånger. Han efterträddes i senaten år 1905 av William Warner. År 1905 blev han utnämnd till medlem i Interstate Commerce Commission av president Theodore Roosevelt 1905 och tjänstgjorde där fram 1910. 
Cockrells grav finns på Sunset Hill Cemetery i Warrensburg.